# Евтеев, Али Михайлович
Али (Сергей) Михайлович Евтеев (род. 13 марта 1974 года, Москва, СССР) — российский религиозный и общественный деятель, муфтий и глава Духовного управления мусульман Республики Северная Осетия в 2008—2010 гг., практик и популяризатор новаторских методов в религиозном образовании, массовом религиозном просвещении и медиа.

## Биография

### Ранние годы
Родился 13 марта 1974 года в Москве в семье русского и осетинки.
В раннем детстве вместе с семьей переехал в Северную Осетию (город Беслан).
Окончил среднюю школу в городе Беслан.
После школы работал и являлся опекуном престарелых родителей матери.

### Принятие ислама, образование
В октябре 1996 года принял ислам и имя Али (араб. علي‎). Поступил на курсы изучения основ ислама и арабской грамматики при медресе Духовного управления мусульман Кабардино-Балкарии в Нальчике.
Зимой 1997 года продолжил обучение в медресе селения Учкекен Карачаево-Черкесской республики.
В 2000 году поступил в Институт исламских исследований при международном университее Аль-Азхар (Каир, Египет). В том же году поступил в школу арабского языка «Фаджр» Каира.
В 2004 году поступил в Международный исламский университет Медины КСА. Выпускник факультета проповеди и основ религии Международного исламского университета Медины. Во время обучения в университете в Медине избирался главой Ассоциации студентов Кавказа.

### Религиозная деятельность
В 1997 году назначен имамом-хатыбом селения Зильги Республики Северная Осетия-Алания.
В 1998 году назначен председателем и имамом мусульманской общины города Беслан и Правоборежного района Республики Северная Осетия-Алания.
С 1997 по 2000 годы являлся преподавателем медресе при Соборной мечети города Владикавказа Республики Северная Осетия-Алания.
В 2004—2006 гг. являлся инициатором создания и руководителем Комиссии по разрешению внутренних конфликтов между представителями старшего поколения, официального духовенства и исламской молодежью Республики Северная Осетия-Алания. В результате работы Комиссии было достигнуто взаимопонимание и остановлено противостояние, которое грозило перейти в силовую стадию. Посредством многих консультаций с ученными-теологами международного уровня и переговоров между конфликтующими сторонами комиссией были разработаны и переведены на русский язык ряд рекомендаций и фетв, которые в комплексе сыграли решающую роль в достижении внутриконфессионального мира и недопущения межконфессиональных и межэтнических конфликтов в Северной Осетии.
С 2005 года заместитель муфтия и главы Духовного управления мусульман Республики Северная Осетия-Алания, руководитель отдела по работе с молодежью, имам-хатыб соборной мечети Владикавказа.
В 2008 году избран муфтием и главой Духовного управления мусульман Северной Осетии. В этом качестве стал членом Координационного центра мусульман Северного Кавказа.
В 2009 году избран членом Совета муфтиев России и стал членом Евразийского совета мусульман (Турция).
С 2008 по 2010 под руководством Духовного управления мусульман Северной Осетии был произведен ряд строительных и реставрационных работ по восстановлению мечетей республики.

### Отставка
В мае 2010 года подал в отставку с поста муфтия Республики Северной Осетии-Алании по причине спровоцированного в медиа скандала. Основанием послужило интервью, данное журналисту Яне Амелиной и опубликованное агентством «Регнум». Добровольно принял решение уйти с поста главы Духовного управления мусульман Северной Осетии, тем самым «желая сохранить спокойствие в итак напряженном регионе Северного Кавказа».
Некоторые участники кампании инициировали заявление в прокуратуру республики о возбуждении уголовного дела по факту разжигания межконфессиональной розни. Но на основании заключения независимой комиссии прокуратура в возбуждении дела отказала за отсутствием какой-либо содержательной составляющей в словах и делах Евтеева, попадающих под какую-либо статью УК РФ.

### Деятельность в сфере образования, просвещения и медиа
В 2014 году основал и возглавил первый русскоязычный образовательный онлайн-портал «Академия Медина».
В 2016 году стал основателем и генеральным директором телеканала «Алиф».

## Общественная деятельность
В 2002—2004 гг. являлся организатором учебного процесса для первой группы студентов университета Аль-Азхар (Каир), выходцев из Северной Осетии.
С 2004 года член Комиссии по правам человека при главе Республики Северной Осетии-Алании, эксперт по религиозным вопросам.
Организатор, участник и докладчик многих международных и российских конференций, круглых столов и других общественных инициатив.
Блогер. Ведет страницы в Facebook и Instagram.

## Личная жизнь
Женат, 8 детей.